# Petrus Kibe Kasui a 187 společníků
Petr Kibe Kasui a 187 společníků jsou skupinou japonských katolických věřících, popravených mezi lety 1603–1639 během pronásledování křesťanů ze strany šógunů z rodu Tokugawa. Katolická církev je uctívá jako blahoslavené mučedníky.

## Kontext
V období pronásledování křesťanů nemohly fungovat oficiální církevní struktury a věřící se scházeli tajně, což trvalo až do období Meidži. V té době byl počet známých mučedníků přes 10 000.
Ve skupině blahořečených 188 mučedníků byli 4 řeholní kněží (3 jezuité a 1 augustinián), 1 jezuitský laický bratr a zbývajících 183 věřících byli laici (včetně 6 katechetů, 60 žen, 33 osob do 20 let a 18 dětí do 5 let věku).
Roku 1629 bylo sťato 53 lidí z Jonezawy (severní část ostrova Honšú), roku 1619 bylo zaživa upáleno 52 věřících z Kjóta.

## Seznam mučedníků
Zde je uveden seznam japonských mučedníků, kteří byli roku 2008 blahořečeni:
| Jméno a příjmení                                           | Jméno v rodném jazyce                  | Datum narození  | Místo narození | Datum úmrtí        | Místo úmrtí | Stav, příbuzní mučedníci | Diecéze  |
| ---------------------------------------------------------- | -------------------------------------- | --------------- | -------------- | ------------------ | ----------- | --- | -------- |
| Jan Minami Gorōzaemon                                      | ヨハネ南五郎左衛門                     | 1568            | Yamata         | 8. prosince 1603   | Kumamoto    | laik, ženatý (manžel Magdaleny Minami, adoptivní otec Ludvíka Minamiho)                                                                 | Kagošima |
| Simon Takeda Gohyōe                                        | シモン竹田五兵衛                       | 1568            | Kjóto          | 9. prosince 1603   | Yatsushiro  | laik, ženatý (manžel AnežkyTakeda, syn Johany Takeda)                                                                                   | Fukuoka  |
| Johana Takeda                                              | ヨハンナ竹田                           | 1548            | Ise            | 9. prosince 1603   | Yatsushiro  | laička, vdaná (matka Simona Takeda Gohyōe)                                                                                              | Fukuoka  |
| Anežka Takeda                                              | アグネス竹田                           | 1563            | Ise            | 9. prosince 1603   | Yatsushiro  | laička, vdaná (manželka Simona Takeda Gohyōe)                                                                                           | Fukuoka  |
| Magdalena Minami                                           | マグダレナ南                           | 1560            | Setsu-no-Kuni  | 9. prosince 1603   | Yatsushiro  | laička, vdaná (manželka Jana Minamiho Gorōzaemona, adoptivní matka Ludvíka Minamiho)                                                    | Fukuoka  |
| Ludvík Minami                                              | ルドビコ南                             | 1596            | Yamashiro      | 9. prosince 1603   | Yatsushiro  | dítě (adoptovaný syn Jana Minami Gorōzaemona a Magdaleny Minami)                                                                        | Fukuoka  |
| Melchior Kumagi Motonao                                    | メルキョル熊谷豊前守元直               | 1554            | Miiri          | 16. srpna 1605     | Yamaguchi   | laik, ženatý | Hirošima |
| Damian                                                     | ダミアン                               | 1560            | Sakai          | 19. srpna 1605     | Yamaguchi   | laik, katecheta | Hirošima |
| Jáchym Watanabe Jirōzaemon                                 | ジョアキム渡辺次郎左右衛門             | 1551            | Yatsushiro     | 26. srpna 1605     | Yatsushiro  | laik, ženatý, katecheta | Fukuoka  |
| Lev Saisho Shichemon                                       | レオ税所七右衛門                       | 1569            | Jōnai          | 17. listopadu 1608 | Sendai      | laik, člen Růžencového bratrstva | Kagošima |
| Jan Hattori Jingorō                                        | ヨハネ服部甚五郎                       | 1570            | Muro           | 11. ledna 1609     | Yatsushiro  | laik, ženatý (otec Petra Hattoriho) | Fukuoka  |
| Michael Mitsuishi Hikoemon                                 | ミカエル三石彦右衛門                   | 1559            | Yatsushiro     | 11. ledna 1609     | Yatsushiro  | laik, katecheta (otec Tomáše Mitsuishiho)                                                                                               | Fukuoka  |
| Tomáš Mitsuishi                                            | トマス三石                             | 1597            | Yatsushiro     | 11. ledna 1609     | Yatsushiro  | dítě (syn Michaela Mitsuishi Hikoemona)                                                                                                 | Fukuoka  |
| Petr Hattori                                               | ペトロ服部                             | 1604            | Yatsushiro     | 11. ledna 1609     | Yatsushiro  | dítě (syn Jana Hattori Jingorō) | Fukuoka  |
| Kašpar Nishi Genka                                         | ガスパル西玄可                         | 1555            | Ikitsuki       | 14. listopadu 1609 | Ikitsuki    | laik, ženatý, katecheta (manžel Uršuly Nishi, otec Jana Nishi Mataishiho)                                                               | Nagasaki |
| Uršula Nishi                                               | ウルスラ西                             | 1555            | Ikitsuki       | 14. listopadu 1609 | Ikitsuki    | laička, vdaná (manželka Kašpara Nishiho Genka, matka Jana Nishiho Mataishiho)                                                           | Nagasaki |
| Jan Nishi Mataishi                                         | ヨハネ西又市                           | 1585            | Ikitsuki       | 14. listopadu 1609 | Ikitsuki    | laik (syn Kašpara Nishiho Genka a Uršuly Nishi)                                                                                         | Nagasaki |
| Hadrian Takahashi Mondo                                    | アドリアン高橋水主                     | ?               | Arima          | 7. října 1613      | Arima       | laik, ženatý (manžel Johany Takahashi)                                                                                                  | Nagasaki |
| Johana Takahashi                                           | ジョアンア高橋                         | ?               | Arima          | 7. října 1613      | Arima       | laička, vdaná (manželka Hadriana Takahashiho Monda)                                                                                     | Nagasaki |
| Lev Hayashida Sukeemon                                     | レオ林田助右衛門                       | ?               | Arima          | 7. října 1613      | Arima       | laik, ženatý (manžel Marty Hayashida, otec Magdaleny Hayashida a Didaka Hayashida)                                                      | Nagasaki |
| Marta Hayashida                                            | マルタ林田                             | ?               | Arima          | 7. října 1613      | Arima       | laička, vdaná (manželka Lva Hayashida Sukeemona, matka Magdaleny Hayashida a Didaka Hayashida)                                          | Nagasaki |
| Magdalena Hayashida                                        | マグダレナ林田                         | 1593            | Arima          | 7. října 1613      | Arima       | laička (dcera Lva Hayashida Sukeemona a Mary Hayashida)                                                                                 | Nagasaki |
| Didak Hayashida                                            | ヤコブ林田                             | 1601            | Arima          | 7. října 1613      | Arima       | dítě (syn Lva Hayashida Sukeemona a Marty Hayashida)                                                                                    | Nagasaki |
| Lev Takedomi Kan'emon                                      | レオ竹富勘右衛門                       | ?               | Arima          | 7. října 1613      | Arima       | laik, ženatý (otec Pavla Takedomi Dan'emona)                                                                                            | Nagasaki |
| Pavel Takedomi Dan'emon                                    | パウロ竹富段右衛門                     | ?               | Arima          | 7. října 1613      | Arima       | laik (syn Lva Takedomi Kan'emona) | Nagasaki |
| Adam Arakawa                                               | アダム荒川                             | 1551            | Arima          | 5. června 1614     | Arima       | laik, ženatý, katecheta | Nagasaki |
| Jan Hashimoto Tahyōe                                       | ヨハネ橋本太兵衛                       | ?               | Kjóto          | 6. října 1619      | Kjóto       | laik, ženatý (manžel Tekly Hashimoto, otec Kateřiny, Tomáše, Františka, Petra a Ludvíka Hashimota)                                      | Kjóto    |
| Tekla Hashimoto                                            | テクラ橋本                             | ?               | Kjóto          | 6. října 1619      | Kjóto       | laička, vdaná (manželka Jana Hashimota Tahyōe, matka Kateřiny, Tomáše, Františka, Petra a Ludviky)                                      | Kjóto    |
| Kateřina Hashimoto                                         | カタリナ橋本                           | 1606            | Kjóto          | 6. října 1619      | Kjóto       | dítě (dcera Jana Hashimota Tahyōe a Tekly Hashimoto)                                                                                    | Kjóto    |
| Tomáš Hashimoto                                            | トマス橋本                             | 1607            | Kjóto          | 6. října 1619      | Kjóto       | dítě (syn Jana Hashimota Tahyōe a Tekly Hashimoto)                                                                                      | Kjóto    |
| František Hashimoto                                        | フランシスコ橋本                       | 1611            | Kjóto          | 6. října 1619      | Kjóto       | dítě (syn Jana Hashimota Tahyōe a Tekly Hashimoto)                                                                                      | Kjóto    |
| Petr Hashimoto                                             | ペトロ橋本                             | 1613            | Kjóto          | 6. října 1619      | Kjóto       | dítě (syn Jana Hashimota Tahyōe a Tekly Hashimoto)                                                                                      | Kjóto    |
| Ludvika Hašimoto                                           | ルドビコ橋本                           | 1616            | Kjóto          | 6. října 1619      | Kjóto       | dítě (dcera Jana Hashimota Tahyōe a Tekly Hashimoto)                                                                                    | Kjóto    |
| Tomáš Kian                                                 | トマス喜庵                             | ?               | Bungo          | 6. října 1619      | Kjóto       | laik | Kjóto    |
| Tomáš Ikegami                                              | トマス池上                             | ?               | Hokuriku       | 6. října 1619      | Kjóto       | laik | Kjóto    |
| Linus Rihyōe                                               | リノ利兵衛                             | ?               | Chūgoku        | 6. října 1619      | Kjóto       | laik, ženatý (manžel Marie) | Kjóto    |
| Maria                                                      | マリア                                 | ?               | Setsu-no-Kuni  | 6. října 1619      | Kjóto       | laička, vdaná (manželka Lina Rihyōe) | Kjóto    |
| Kosmas                                                     | コスマ                                 | ?               | Setsu-no-Kuni  | 6. října 1619      | Kjóto       | laik, ženatý (otec Didaka Tsūzuho) | Kjóto    |
| Antonín Dōmi                                               | アントニオどみ                         | ?               | Yamata         | 6. října 1619      | Kjóto       | laik | Kjóto    |
| Jáchym Ogawa                                               | ジョアキム小川                         | ?               | Mino           | 6. října 1619      | Kjóto       | laik | Kjóto    |
| Jan Kyūsaku                                                | ヨハネ久作                             | ?               | Kjóto          | 6. října 1619      | Kjóto       | laik, ženatý (manžel Magdaleny, otec Reginy)                                                                                            | Kjóto    |
| Magdalena                                                  | マグダレナ                             | ?               | Kjóto          | 6. října 1619      | Kyoto       | laička, vdaná (manželka Jana Kyūsakuho, matka Reginy)                                                                                   | Kjóto    |
| Regina                                                     | レジナ                                 | 1617            | Kjóto          | 6. října 1619      | Kjóto       | dítě (dcera Jana Kyūsaka a Magdaleny)                                                                                                   | Kjóto    |
| Tomáš Koshima Shinshirō                                    | トマスこしましんろう                   | ?               | Yamashiro      | 6. října 1619      | Kjóto       | laik, ženatý (manžel Marie) | Kjóto    |
| Maria                                                      | マリア                                 | ?               | Yamashiro      | 6. října 1619      | Kjóto       | laička, vdaná (manželka Tomasze Koshima Shinshirō)                                                                                      | Kjóto    |
| Gabriel                                                    | ガブリエル                             | 1549            | Owari          | 6. října 1619      | Kjóto       | laik | Kjóto    |
| Maria                                                      | マリア                                 | 1549            | Yamashiro      | 6. října 1619      | Kjóto       | laička, vdaná (matka Moniky) | Kjóto    |
| Monika                                                     | モニカ                                 | 1615            | Yamashiro      | 6. října 1619      | Kjóto       | dítě (dcera Marie) | Kjóto    |
| Marta                                                      | マルタ                                 | ?               | Kawachi        | 6. října 1619      | Kjóto       | laička, vdaná (matka Benedikta) | Kjóto    |
| Benedikt                                                   | ベネディクト                           | 1617            | Kawachi        | 6. října 1619      | Kjóto       | dítě (syn Marty) | Kjóto    |
| Marie                                                      | マリア                                 | ?               | Tanba          | 6. října 1619      | Kjóto       | laička, vdaná (matka Sixta) | Kjóto    |
| Sixtus                                                     | シクスト                               | 1616            | Tanba          | 6. října 1619      | Kjóto       | dítě (syn Marie) | Kjóto    |
| Monika                                                     | モニカ                                 | ?               | Mino           | 6. října 1619      | Kjóto       | laička, vdaná | Kjóto    |
| Tomáš Tōemon                                               | トマス藤右衛門                         | ?               | Owari          | 6. října 1619      | Kjóto       | laik, ženatý (manžel Lucie) | Kjóto    |
| Lucie                                                      | ルチア                                 | ?               | Owari          | 6. října 1619      | Kjóto       | laička, vdaná (manželka Tomáše Tōemona)                                                                                                 | Kjóto    |
| Rufina                                                     | ルフィナ                               | ?               | Owari          | 6. října 1619      | Kjóto       | laička, vdova (matka Marty) | Kjóto    |
| Marta                                                      | マルタ                                 | 1612            | Owari          | 6. října 1619      | Kjóto       | dítě (dcera Rufiny) | Kjóto    |
| Monika                                                     | モニカ                                 | ?               | Ōmi            | 6. října 1619      | Kjóto       | laička, vdaná | Kjóto    |
| Emanuel Kosaburo                                           | エマヌエル小三郎                       | ?               | Tanba          | 6. října 1619      | Kjóto       | laik | Kjóto    |
| Anna Kájiya                                                | アンナ鍛冶屋                           | ?               | Tanba          | 6. října 1619      | Kjóto       | laička, vdova (matka Tomáše Kajiya Yoemona)                                                                                             | Kjóto    |
| Tomáš Kajiya Yoemon                                        | トマス与右衛門鍛冶屋                   | ?               | Tanba          | 6. října 1619      | Kjóto       | dítě (syn Anny Kajiya) | Kjóto    |
| Agáta                                                      | アガタ                                 | ?               | Ómi            | 6. října 1619      | Kjóto       | laička | Kjóto    |
| Maria Chūjō                                                | マリアちゅうぞう                       | ?               | Bungo          | 6. října 1619      | Kjóto       | laička, vdaná | Kjóto    |
| Jeroným Sōroku                                             | ヒエロニモ惣六                         | ?               | Aki            | 6. října 1619      | Kjóto       | laik, ženatý (manžel Lucie) | Kjóto    |
| Lucie                                                      | ルチア                                 | ?               | Aki            | 6. října 1619      | Kjóto       | laička, vdaná (manželka Hieronyma Sōroku)                                                                                               | Kjóto    |
| Jan Sakurai                                                | ヨハネ桜井如庵                         | ?               | Bungo          | 6. října 1619      | Kjóto       | sekulární, vdaná (tchyně Uršuly Sakurai)                                                                                                | Kjóto    |
| Uršula Sakurai                                             | ウルスラ桜井如庵                       | ?               | Bungo          | 6. října 1619      | Kjóto       | laička, vdaná (snacha Jana Sakuraie) | Kjóto    |
| Mancius Kyūjirō                                            | マンショ九次郎                         | ?               | Kyoto          | 6. října 1619      | Kjóto       | laik | Kjóto    |
| Ludvík Matagoro                                            | ルドビコ又五郎                         | ?               | Kyoto          | 6. října 1619      | Kjóto       | laik | Kjóto    |
| Lev Kyūsuke                                                | レオ金助                               | ?               | Owari          | 6. října 1619      | Kjóto       | sekulární, ženatý (manžel Marthy) | Kjóto    |
| Marta                                                      | マルタ                                 | ?               | Owari          | 6. října 1619      | Kjóto       | laička, vdaná (manželka Lva Kyūsukeho)                                                                                                  | Kjóto    |
| Mencja                                                     | メンシア                               | ?               | Ōmi            | 6. října 1619      | Kjóto       | laička, vdova (matka Lucie) | Kjóto    |
| Lucie                                                      | ルチア                                 | ?               | Ōmi            | 6. října 1619      | Kjóto       | dítě (dcera Mencie) | Kjóto    |
| Magdalena                                                  | マグダレナ                             | 1616            | Owari          | 6. října 1619      | Kjóto       | laička | Kjóto    |
| Didak Tsuzu                                                | ヤコブ辻                               | ?               | Kjóto          | 6. října 1619      | Kjóto       | laik (syn Kosmy) | Kjóto    |
| František Shizaburo                                        | フランシスコ庄三郎                     | ?               | Kjóto          | 6. října 1619      | Kjóto       | laik | Kjóto    |
| František                                                  | フランシスコ                           | ?               | Kjóto          | 6. října 1619      | Kjóto       | laik | Kjóto    |
| Maria                                                      | マリア                                 | ?               | Tanba          | 6. října 1619      | Kjóto       | laička | Kjóto    |
| Didak Kagayama Haito                                       | ヤコブ加賀山隼人正                     | 1565            | Takatsuki      | 14. října 1619     | Kokura      | laik, ženatý, člen Růžencového bratrstva                                                                                                | Fukuoka  |
| Baltazar Kagayama Hanzaemon                                | バルタサル加賀山半左衛門               | 1572            | Takatsuki      | 15. října 1619     | Hiji        | laik, ženatý (otec Jakuba) | Fukuoka  |
| Jakub                                                      | ハコボ                                 | 1615            | Hiji           | 15. října 1619     | Hiji        | dítě (syn Baltazara Kagayamy Hanzaemona)                                                                                                | Fukuoka  |
| Jan Hara Mondo                                             | ヨハネ原主水                           | ?               | Usui           | 4. prosince 1623   | Tokio       | laik, františkánský terciář | Tokio    |
| František Tōyama Jintarō                                   | フランシスコ遠山甚太郎                 | 1600            | Yamanashi      | 16. února 1624     | Hirošima    | laik | Hirošima |
| Matouš Shōbara Ichizaemon                                  | マチアス庄原市左衛門                   | 1587            | Aki            | 17. února 1624     | Hirošima    | laik | Hirošima |
| Jáchym Kurōemon                                            | ジョアキム九郎衛門                     | 1559            | Aki            | 8. března 1624     | Hirošima    | laik, katecheta | Hirošima |
| Baltazar Uchibori                                          | バルタサル内堀                         | ?               | Fukae          | 21. února 1627     | Shimabara   | laik (syn Pavla Uchiboriho Sakuemona)                                                                                                   | Nagasaki |
| Antonín Uchibori                                           | アントニオ内堀                         | 1609            | Fukae          | 21. února 1627     | Shimabara   | laik (syn Pavla Uchiboriho Sakuemona)                                                                                                   | Nagasaki |
| Ignác Uchibori                                             | イグナチオ内堀                         | 1622            | Fukae          | 21. února 1627     | Shimabara   | dítě (syn Pavla Uchiboriho Sakuemona)                                                                                                   | Nagasaki |
| Pavel Uchibori Sakuemon                                    | パウロ内堀作右衛門                     | ?               | Fukae          | 28. února 1627     | Unzen       | laik, ženatý (otec Baltazara, Antonína a Ignáce)                                                                                        | Nagasaki |
| Kašpar Kizaemon                                            | ガスパル喜左衛門                       | ?               | Arie           | 28. února 1627     | Unzen       | laik | Nagasaki |
| Maria Mine                                                 | マリア峰                               | ?               | Kuchinotsu     | 28. února 1627     | Unzen       | laička, vdaná (manželka Jáchyma Mine Sukedayū)                                                                                          | Nagasaki |
| Kašpar Nagai Sōhan                                         | ガスパル長井宗半                       | ?               | Kuchinotsu     | 28. února 1627     | Unzen       | laik, ženatý | Nagasaki |
| Ludvík Shinzaburō                                          | ルドビコ信三郎                         | 1601            | Kuchinotsu     | 28. února 1627     | Unzen       | laik | Nagasaki |
| Dionysius Saeki Zenka                                      | ディオニシウス佐伯善可                 | ?               | Fukae          | 28. února 1627     | Unzen       | laik (otec Ludvíka Saeki Kizō) | Nagasaki |
| Ludvík Saeki Kizō                                          | ルドビコ佐伯喜三                       | ?               | Fukae          | 28. února 1627     | Unzen       | laik (syn Dionysa Saeki Zeneka) | Nagasaki |
| Damian Ichiyata                                            | ダミアン市弥太                         | ?               | Antoku Koba    | 28. února 1627     | Unzen       | laik, ženatý | Nagasaki |
| Lev Nakajima Sōkan                                         | レオ中山宗寛                           | ?               | Fukae          | 28. února 1627     | Unzen       | laik (otec Pavla Nakajima) | Nagasaki |
| Pavel Nakajima                                             | パウロ中山                             | ?               | Fukae          | 28. února 1627     | Unzen       | laik (syn Lva Nakajima Sōkana) | Nagasaki |
| Jan Kisaki Kyūhachi                                        | ヨハネ木崎久八                         | ?               | Fukae          | 28. února 1627     | Unzen       | laik | Nagasaki |
| Jan Heisak                                                 | ヨハネ平作                             | ?               | Arie           | 28. února 1627     | Unzen       | laik, ženatý | Nagasaki |
| Tomáš Uzumi Shingoro                                       | トマス新五郎                           | 1575            | Kuchinotsu     | 28. února 1627     | Unzen       | laik | Nagasaki |
| Alexej Suga Shōhachi                                       | アレクシス庄八                         | 1602            | Amakusa        | 28. února 1627     | Unzen       | laik | Nagasaki |
| Tomáš Kondō Hyōemon                                        | トマス近藤兵右衛門                     | 1564            | Možná          | 28. února 1627     | Unzen       | laik, ženatý | Nagasaki |
| Jan Araki Kanshichi                                        | ヨハネ荒木勘七                         | 1593            | Koga           | 28. února 1627     | Unzen       | laik | Nagasaki |
| Jáchym Mine Sukedayū                                       | ジョアキム峰助大夫                     | 1567            | Kuchinotsu     | 17. května 1627    | Unzen       | laik, ženatý (manžel Marie Mine) | Nagasaki |
| Pavel Nishida Kyūhachi                                     | パウロ西田休巴                         | 1553            | Fukae          | 17. května 1627    | Unzen       | laik | Nagasaki |
| Maria                                                      | マリア                                 | 1591            | Fukae          | 17. května 1627    | Unzen       | laička, vdaná | Nagasaki |
| Jan Matsutake Chōzaburō                                    | ヨハネ松竹庄三郎                       | 1589            | Fukae          | 17. května 1627    | Unzen       | laik | Nagasaki |
| Bartoloměj Baba Han'emon                                   | バルトロマイ馬場半右衛門               | 1574            | Fukae          | 17. května 1627    | Unzen       | laik, ženatý | Nagasaki |
| Ludvík Furue Sukeemon                                      | ルドビコ助右衛門                       | 1590            | Arie           | 17. května 1627    | Unzen       | laik, ženatý | Nagasaki |
| Pavel Onizuka Magoemon                                     | パウロ鬼塚孫右衛門                     | 1563            | Hachirao       | 17. května 1627    | Unzen       | laik, ženatý | Nagasaki |
| Ludvík Hayashida Sōka                                      | ルドビコ林田宗可                       | 1560            | Arie           | 17. května 1627    | Unzen       | laik, ženatý | Nagasaki |
| Magdalena Hayashida                                        | マグダレナ林田                         | 1559            | Arie           | 17. května 1627    | Unzen       | laička, vdaná | Nagasaki |
| Pavel Hayashida Mohyōe                                     | パウロ林田茂兵衛                       | 1592            | Arie           | 17. května 1627    | Unzen       | laik | Nagasaki |
| Ludvík Amagasu Iemon                                       | ルドビコ甘糟右衛門                     | ?               | Yonezawa       | 12. ledna 1629     | Okusanbara  | laik, ženatý (otec Vincence Kurogane Ichibiyōe)                                                                                         | Niigata  |
| Michael Amagasu Tayemon                                    | ミカエル甘糟太右衛門                   | 1594            | Yonezawa       | 12. ledna 1629     | Okusanbara  | laik, ženatý (manžel Dominika Amagasua, otec Justa Amagasua)                                                                            | Niigata  |
| Dominika Amagasu                                           | ドミンガ甘糟                           | 1606            | Wakamatsu      | 12. ledna 1629     | Okusanbara  | laička, vdaná (manželka Michaela Amagasu Tayemona, matka Justa Amagasua)                                                                | Niigata  |
| Justa Amagasu                                              | ユスタ甘糟                             | 1626            | Yonezawa       | 12. ledna 1629     | Okusanbara  | dítě (dcera Michaela Amagasu Tayemona a Dominiky Amagasu)                                                                               | Niigata  |
| Vincenc Kurogane Ichibiyōe                                 | ビセンテ黒金市兵衛門                   | 1603            | Yonezawa       | 12. ledna 1629     | Okusanbara  | laik, ženatý (manžel Tekly Kurogane, otec Lucie Kurogane, syn Ludvíka Amagasu Iemona)                                                   | Niigata  |
| Tekla Kurogane                                             | テクラ黒金                             | 1611            | Sado           | 12. ledna 1629     | Okusanbara  | laička, vdaná (manželka Louise Amagasu Iemona, matka Lucie Kurogane)                                                                    | Niigata  |
| Lucie Kurogane                                             | ルチア黒金                             | 1628            | Yonezawa       | 12. ledna 1629     | Okusanbara  | dítě (dcera Ludvíka Amagasu Iemona a Tekly Kurogane)                                                                                    | Niigata  |
| Maria Itō                                                  | マリア伊藤                             | ?               | Yonezawa       | 12. ledna 1629     | Okusanbara  | laička, vdaná (matka Mariny, Petra a Matěje)                                                                                            | Niigata  |
| Marina Itō Chobo                                           | マリーナ長房                           | ?               | Yonezawa       | 12. ledna 1629     | Okusanbara  | laička (dcera Marie Itō) | Niigata  |
| Petr Itō Yahyōe                                            | ペトロ弥兵衛                           | ?               | Yonezawa       | 12. ledna 1629     | Okusanbara  | laik (syn Marie Itō) | Niigata  |
| Matěj Itō Hikosuke                                         | マチアス彦助                           | ?               | Yonezawa       | 12. ledna 1629     | Okusanbara  | laik (syn Marie Itō) | Niigata  |
| Timotej Ōbasama Jirōbyōe                                   | ティモテオ大峡次郎兵衛                 | ?               | Yonezawa       | 12. ledna 1629     | Okusanbara  | laik, ženatý (manžel Lucie Ōbasama) | Niigata  |
| Lucie Óbasama                                              | ルチア大峡                             | ?               | Yonezawa       | 12. ledna 1629     | Okusanbara  | laička, vdaná (manželka Timoteje Ōbasama Jirōbyōe)                                                                                      | Niigata  |
| Jan Gorōbyōe                                               | ヨハネ五郎兵衛                         | 1549            | Yonezawa       | 12. ledna 1629     | Okusanbara  | laik, ženatý | Niigata  |
| Jáchym Saburōbyōe                                          | ジョアキム三郎兵衛                     | ?               | Wada           | 12. ledna 1629     | Okusanbara  | laik | Niigata  |
| Jan Banzai Kazue                                           | ヨハネ板斎主計                         | ?               | Yonezawa       | 12. ledna 1629     | Okusanbara  | laik, ženatý (manžel Aurey Banzai, otec Antonína Banzai Orusuho)                                                                        | Niigata  |
| Aurea Banzai                                               | アウレア板斎                           | ?               | Yonezawa       | 12. ledna 1629     | Okusanbara  | laička, vdaná (manželka Jana Banzai Kazueho, matka Antonína Banzai Orusuho)                                                             | Niigata  |
| Antonín Banzai Orusu                                       | アントニオ板斎おろす                   | 1617            | Yonezawa       | 12. ledna 1629     | Okusanbara  | dítě (syn Jana Banzaiho Kazue a Aurey Banzai)                                                                                           | Niigata  |
| Pavel Sanjūrō                                              | パウロ三十郎                           | ?               | Yonezawa       | 12. ledna 1629     | Okusanbara  | laik, ženatý (manžel Rufiny Banzai, otec Pava a Marty, zeť Jana Banzai Kazueho)                                                         | Niigata  |
| Rufina Banzai                                              | ルフィーナ板斎                         | ?               | Yonezawa       | 12. ledna 1629     | Okusanbara  | laička, vdaná (manželka Pavla Sanjūrō, matka Pavla a Marty)                                                                             | Niigata  |
| Pavel                                                      | パウロ                                 | 1624            | Yonezawa       | 12. ledna 1629     | Okusanbara  | dítě (syn Pavla Sanjūrō a Rufiny Banzai)                                                                                                | Niigata  |
| Marta                                                      | マルタ                                 | 1628            | Yonezawa       | 12. ledna 1629     | Okusanbara  | dítě (dcera Pavla Sanjūrō a Rufiny Banzai)                                                                                              | Niigata  |
| Simon Takahashi Seizaemon                                  | シモン高橋清左衛門                     | ?               | Yonezawa       | 12. ledna 1629     | Okusanbara  | laik, ženatý (otec Tekly Takahashi) | Niigata  |
| Tekla Takahashi                                            | テクラ高橋                             | 1616            | Yonezawa       | 12. ledna 1629     | Okusanbara  | dítě (dcera Simona Takahashi Seizaemona)                                                                                                | Niigata  |
| Pavel Nishihori Shikibu                                    | パウロ西堀式部                         | 1598            | Yonezawa       | 12. ledna 1629     | Okusanbara  | laik, ženatý | Niigata  |
| Ludvík Jin'emon                                            | ルドビコ甚右衛門                       | 1549            | Yonezawa       | 12. ledna 1629     | Okusanbara  | laik, ženatý (manžel Anny) | Niigata  |
| Anna                                                       | アンナ                                 | 1549            | Yonezawa       | 12. ledna 1629     | Okusanbara  | laička, vdaná (manželka Ludvíka Jin'emona)                                                                                              | Niigata  |
| Mencius Yoshino Han'emon                                   | マンジョ吉野半右衛門                   | ?               | Yonezawa       | 12. ledna 1629     | Okusanbara  | laik, ženatý (manžel Julie Yoshino) | Niigata  |
| Julia Yoshino                                              | ジュリア吉野                           | ?               | Yonezawa       | 12. ledna 1629     | Okusanbara  | laička, vdaná (manželka Mencia Yoshino Han'emona)                                                                                       | Niigata  |
| Antonín Anazawa Han'emon                                   | アントニオ穴沢半右衛門                 | ?               | Yonezawa       | 12. ledna 1629     | Okusanbara  | laik, ženatý (manžel Krescencie Anazawa, otec Pavla Anazawa Juzaburō, Romana Anazawa Matsujiro a Michaela Anazawa Osama)                | Niigata  |
| Pavel Anazawa Juzaburō                                     | パウロ穴沢重三郎                       | ?               | Yonezawa       | 12. ledna 1629     | Okusanbara  | laik (syn Antonína Anazawa Han'emona a Krescencie Anazawa)                                                                              | Niigata  |
| Ondřej Yamamoto Shichiemon                                 | アンドレア山本七右衛門                 | ?               | Yonezawa       | 12. ledna 1629     | Okusanbara  | laik, ženatý (manžel Marie Yamamoto, otec Uršuly Yamamoto)                                                                              | Niigata  |
| Ignác Iida Soemon                                          | イグナチオ飯田惣右衛門                 | ?               | Yonezawa       | 12. ledna 1629     | Okusanbara  | laik, ženatý (manžel Lucie Iida) | Niigata  |
| Jan Arie Kiemon                                            | ヨハネ有家喜右衛門                     | ?               | Yonezawa       | 12. ledna 1629     | Okusanbara  | laik, ženatý (manžel Magdaleny Arie, otec Petra Arie Jinzō)                                                                             | Niigata  |
| Petr Arie Jinzō                                            | ペトロ有家丹蔵                         | ?               | Yonezawa       | 12. ledna 1629     | Okusanbara  | laik (syn Jana Arie Kiemona a Magdaleny Arie)                                                                                           | Niigata  |
| Alexej Satō Seisuke                                        | アレクシス佐藤清助                     | ?               | Shindōgadai    | 12. ledna 1629     | Okusanbara  | laik, ženatý (manžel Lucie Satō, otec Alžběty Satō, bratr Pavla Sato Matagorō)                                                          | Niigata  |
| Lucie Sato                                                 | ルチア佐藤                             | ?               | Yonezawa       | 12. ledna 1629     | Okusanbara  | laička, vdaná (manželka Alexeje Satō Seisukeho, matka Alžběty Satō)                                                                     | Niigata  |
| Alžběta Sato                                               | エリサベス佐藤                         | 1626            | Shindōgadai    | 12. ledna 1629     | Okusanbara  | dítě (dcera Alexeje Satō Seisuke a Lucie Satō)                                                                                          | Niigata  |
| Pavel Satō Matagorō                                        | パウロ佐藤又五郎                       | 1626            | Shindōgadai    | 12. ledna 1629     | Okusanbara  | laik, ženatý (bratr Alexeje Satō Seisukeho)                                                                                             | Niigata  |
| N. Shichizaemon                                            | 七右衛門                               | ?               | Shindōgadai    | 12. ledna 1629     | Okusanbara  | laik, ženatý (manžel Magdaleny, otec dvou dívek N.N.)                                                                                   | Niigata  |
| Magdalena                                                  | マグダレーナ                           | ?               | Shindōgadai    | 12. ledna 1629     | Okusanbara  | laička, vdaná (manželka N. Shichizaemona, matka dvou dívek N.N.)                                                                        | Niigata  |
| dívka N.N.                                                 |                                        | 1624            | Shindōgadai    | 12. ledna 1629     | Okusanbara  | dítě (dcera N. Shichizaemona a Magdaleny)                                                                                               | Niigata  |
| dívka N.N.                                                 |                                        | 1626            | Shindōgadai    | 12. ledna 1629     | Okusanbara  | dítě (dcera N. Shichizaemona a Magdaleny)                                                                                               | Niigata  |
| Lucie Iida                                                 | ルチア飯田                             | ?               | Nukayama       | 12. ledna 1629     | Nukayama    | laička, vdaná (manželka Ignáce Iida Soemona)                                                                                            | Niigata  |
| Krescencie Anazawa                                         | クレシェンティア穴沢                   | ?               | Yonezawa       | 12. ledna 1629     | Nukayama    | laička, vdaná (manželka Antonína Anazawa Han'emona, matka Pavla Anazawa Juzaburō, Romana Anazawa Matsujira a Michaela Anazawa Osamy)    | Niigata  |
| Roman Anazawa Matsujiro                                    | ロマノ穴沢松次郎                       | 1615            | Nukayama       | 12. ledna 1629     | Nukayama    | dítě (syn Antonína Anazawa Han'emona a Krescencie Anazawa)                                                                              | Niigata  |
| Michael Anazawa Osamu                                      | ミカエル穴沢治                         | 1618            | Yonezawa       | 12. ledna 1629     | Nukayama    | dítě (syn Antonína Anazawa Han'emona a Krescencie Anazawa)                                                                              | Niigata  |
| Maria Yamamoto                                             | マリア山本                             | ?               | Yonezawa       | 12. ledna 1629     | Nukayama    | laička, vdaná (manželka Andrzeje Yamamota Shichiemon, matka Urszuly Yamamoto)                                                           | Niigata  |
| Uršula Jamamoto                                            | ウルスラ山本                           | 1626            | Nukayama       | 12. ledna 1629     | Nukayama    | dítě (dcera Ondřeje Yamamoto Shichiemona a Marie Yamamoto)                                                                              | Niigata  |
| Magdalena Arie                                             | マグダレナ有家                         | ?               | Nukayama       | 12. ledna 1629     | Nukayama    | laička, vdaná (manželka Jana Arie Kiemona, matka Petra Arie Jinzō)                                                                      | Niigata  |
| Aleksja Choemon                                            | アレクシス庄右衛門                     | 1603            | Hanazawa       | 12. ledna 1629     | Hanazawa    | laička, vdaná | Niigata  |
| Candidus "Bōzu"                                            | カンヂド (坊主)                        | 1615            | Hanazawa       | 12. ledna 1629     | Hanazawa    | dítě (švagr Alexsje Choemon) | Niigata  |
| Ignác                                                      | イグナチオ                             | 1628            | Hanazawa       | 12. ledna 1629     | Hanazawa    | dítě (synovec Candida "Bōzu") | Niigata  |
| Michael Kusuriya                                           | ミカエル薬屋                           | ?               | Nagasaki       | 28. července 1633  | Nishizaka   | laik | Nagasaki |
| Mikuláš Fukunaga Keian                                     | ニコラス永原慶安                       | 1570            | Nagawara       | 31. července 1633  | Nishizaka   | jezuita | Nagasaki |
| Julian Nakaura                                             | ジュリアン中浦                         | 1567            | Nakaura        | 21. října 1633     | Nishizaka   | kněz, jezuita | Nagasaki |
| Yosaburō Gen'ya Ogasawara                                  | 小笠原与三郎玄也                       | ?               | Buzen          | 30. ledna 1636     | Kumamoto    | laik, ženatý (manžel Miyy Luisy Ogasawara, otec Genpachiho, Mari, Kuri, Sasaemona, Sayuemona, Shiro, Goro, Tsuchiho a Gonnosuke)        | Fukuoka  |
| Miya Luisa Ogasawara                                       | マリア小笠原みや                       | ?               | Buzen          | 30. ledna 1636     | Kumamoto    | laička, vdaná (manželka Yosaburó Gen'ya Ogasawara, matka Genpachiho, Mari, Kuri, Sasaemona, Sayuemona, Shiro, Goro, Tsuchi a Gonnosuke) | Fukuoka  |
| Genpachi Ogasawara                                         | 小笠原源八                             | ?               | Kokura         | 30. ledna 1636     | Kumamoto    | laik (syn Yosaburō Gen'ya Ogasawara a Miyy Luisy Ogasawara)                                                                             | Fukuoka  |
| Mari Ogasawara                                             | 小笠原まり                             | ?               | Kokura         | 30. ledna 1636     | Kumamoto    | laička (dcera Yosaburō Gen'ya Ogasawara a Miyy Luisy Ogasawara)                                                                         | Fukuoka  |
| Kuri Ogasawara                                             | 小笠原くり                             | ?               | Kokura         | 30. ledna 1636     | Kumamoto    | laička (dcera Yosaburō Gen'ya Ogasawara a Miyy Luisy Ogasawara)                                                                         | Fukuoka  |
| Sasaemon Ogasawara                                         | 小笠原佐左衛門                         | ?               | Kokura         | 30. ledna 1636     | Kumamoto    | laik (syn Yosaburō Gen'ya Ogasawara a Miyy Luisy Ogasawara)                                                                             | Fukuoka  |
| Sayuemon Ogasawara                                         | 小笠原三右衛門                         | ?               | Kokura         | 30. ledna 1636     | Kumamoto    | laik (syn Yosaburō Gen'ya Ogasawara a Miyy Luisy Ogasawara)                                                                             | Fukuoka  |
| Shiro Ogasawara                                            | 小笠原四郎                             | ?               | Kokura         | 30. ledna 1636     | Kumamoto    | laik (syn Yosaburō Gen'ya Ogasawara a Miyy Luisy Ogasawara)                                                                             | Fukuoka  |
| Goro Ogasawara                                             | 小笠原五郎                             | ?               | Kokura         | 30. ledna 1636     | Kumamoto    | laik (syn Yosaburō Gen'ya Ogasawara a Miyy Luisy Ogasawara)                                                                             | Fukuoka  |
| Tsuchi Ogasawara                                           | 小笠原つち                             | ?               | Kokura         | 30. ledna 1636     | Kumamoto    | laik (syn Yosaburō Gen'ya Ogasawara a Miyy Luisy Ogasawara)                                                                             | Fukuoka  |
| Gonnosuke Ogasawara                                        | 小笠原権之助                           | ?               | Kokura         | 30. ledna 1636     | Kumamoto    | laik (syn Yosaburō Gen'ya Ogasawara a Miyy Luisy Ogasawara)                                                                             | Fukuoka  |
| muž N.N.                                                   |                                        | ?               | ? (Japonsko)   | 30. ledna 1636     | Kumamoto    | laik (služebník rodiny Ogasawara) | Fukuoka  |
| muž N.N.                                                   |                                        | ?               | ? (Japonsko)   | 30. ledna 1636     | Kumamoto    | laik (služebník rodiny Ogasawara) | Fukuoka  |
| muž N.N.                                                   |                                        | ?               | ? (Japonsko)   | 30. ledna 1636     | Kumamoto    | laik (služebník rodiny Ogasawara) | Fukuoka  |
| muž N.N.                                                   |                                        | ?               | ? (Japonsko)   | 30. ledna 1636     | Kumamoto    | laik (služebník rodiny Ogasawara) | Fukuoka  |
| Didak Yuki Ryōsetsu                                        | ヤコブ結城了雪                         | 1574, nebo 1575 | Awa            | 25. února 1636     | Ósaka       | kněz, jezuita | Ósaka    |
| Tomáš Ochia (Kintsuba) Jihyōe (Tomáš od svatého Augustina) | トマス・デ・サン・アグスチン金鍔次兵衛 | 1602            | Ōmura          | 6. listopadu 1637  | Nishizaka   | kněz, augustinián | Nagasaki |
| Petr Kibe Kasui                                            | ペトロ岐部かすい                       | 1587            | Kibe           | 4. července 1639   | Tokio       | kněz, jezuita | Tokio    |

## Úcta

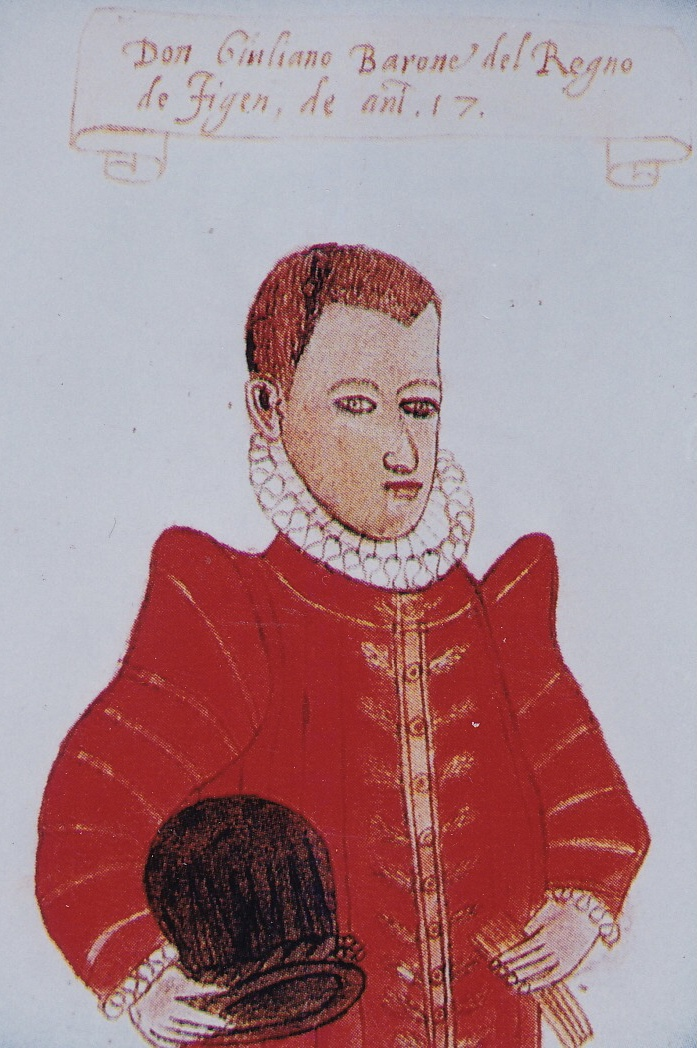
Bl. Julian Nakaura

Jejich beatifikační proces započal dne 2. září 1994, čímž obdrželi titul služebníci Boží. Dne 1. června 2007 podepsal papež Benedikt XVI. dekret o jejich mučednictví.
Blahořečeni pak byli dne 24. listopadu 2008  basebalovém stadionu v Nagasaki. Obřadu předsedal jménem papeže Benedikta XVI. kardinál José Saraiva Martins, za účasti kardinála Petra Seiiči Širajanagi.
Jejich památka je připomínána 1. července.